# Acanoides
Genre
Acanoides est un genre d'araignées aranéomorphes de la famille des Linyphiidae.

## Distribution
Les espèces de ce genre sont endémiques de Chine.

## Liste des espèces
Selon World Spider Catalog (version 26, 17/02/2025) :
- Acanoides beijingensis Sun, Marusik & Tu, 2014
- Acanoides cornutus Irfan, Zhang & Peng, 2025
- Acanoides cultellifer (Schenkel, 1936)
- Acanoides hengshanensis (Chen & Yin, 2000)
- Acanoides ningxiangensis Irfan, Zhang & Peng, 2025

## Systématique et taxinomie
Ce genre a été décrit par Sun, Marusik et Tu en 2014 dans les Linyphiidae.

## Publication originale
- Sun, Marusik & Tu, 2014 : « Acanoides gen. n., a new spider genus from China with a note on the taxonomic status of Acanthoneta Eskov & Marusik, 1992 (Araneae, Linyphiidae, Micronetinae). » ZooKeys, no 375, p. 75-99 (texte intégral).